# 카운터-스트라이크 온라인
《카운터-스트라이크 온라인》(영어: Counter-Strike Online)은 넥슨 코리아가 밸브 코퍼레이션과 제휴하여 《카운터-스트라이크》, 《카운터-스트라이크:컨디션 제로》를 온라인 플랫폼으로 이식한 1인칭 슈팅(FPS) 게임이다.

## 연혁

### 대한민국
- 2007년 12월 20일~2007년 12월 22일 : 1차 클로즈베타 실시
- 2008년 1월 10일~2008년 1월 13일 : 2차 클로즈베타 실시
- 2008년 1월 22일~2008년 1월 28일 : Pre오픈베타 실시
- 2008년 1월 31일~2008년 4월 9일 : 오픈베타 실시(정식 서비스시작)
- 2008년 4월 10일 : 부분유료화 실시
- 2010년 3월 4일~2010년 3월 11일 : 카스온라인 동아시아대회 한국대표 선발예선전
- 2010년 3월 18일~2010년 3월 21일 : 카스온라인 동아시아대회 한국대표 선발본선
- 2010년 3월 28일, 2010년 4월 4일 : 카스온라인 동아시아대회 한국대표 선발본선 결선
- 2011년 : 카스온라인 정규리그 시즌1
- 2011년 : 카스온라인 정규리그 시즌2
- 2012년 3월 : 건데스매치모드 오픈
- 2015년 8월 2일 : 좀비 팀 매치 라이벌 대회 개막
- 2016년 1월 3일 : 좀비 팀 매치 라이벌 시즌2 대회 개막

### 중화민국
- 2008년 5월 : 서비스 시작

### 홍콩
- 2008년 5월 : 서비스 시작

### 중화인민공화국
- 2008년 12월 : 서비스 시작

### 일본
- 2009년 6월 : 서비스 시작
- 2011년 3월 15일~2011년 3월 23일 : 2011년 3월 11일에 발생한 동일본 대지진으로 인하여 서비스 일시중지

### 싱가포르, 말레이시아
- 2010년 5월 : 클로즈베타 실시 (팀데스매치,데스매치, 오리지널모드 오픈)
- 2010년 10월 13일~2010년 10월 26일 : 오픈베타 실시
- 2010년 10월 27일 : 정식서비스 시작

### 인도네시아
- 2011년 1월 31일 : (주)넥슨과 '카운터-스트라이크 온라인'서비스 체결
- 2011년 7월 15일~7월 21일 : 클로즈베타 실시

### 태국
- 2012년 8월 16일: 클로즈베타 실시

### 터키
- 2013년 5월 19일 오픈베타 실시
- 2014년 8월 9일 서비스 시작

### 스팀
- 2014년 10월 7일 서비스 시작

## 같이 보기
- 카운터-스트라이크
- 카운터-스트라이크:컨디션 제로
- 서든어택